# Eigia longistyla
Eigia longistyla là một loài thực vật có hoa trong họ Cải. Loài này được (Eig) Soják mô tả khoa học đầu tiên năm 1979.